# ラフィルム
株式会社ラフィルム（英称: LAFILM INC.）は、日本の映像制作プロダクション。

## 概要
書籍やゲームなどの商品CM、WEB-PVなどを制作している。

## 沿革
2019年5月7日に現代表取締役・里謙二郎により設立。

### 事業
映像制作に関わる全般
- 商品CM
- 各種プロモーション映像
- CGアニメーション・CGデザイン
- テレビ・ラジオ媒体の番組・コマーシャル
- WEBサイト・モバイルコンテンツ
- 前各号に附帯する一切の事業

## 制作した商品CM/WEBPV

### 2021年（令和3年）
- 小学館　DIME1月号-12月号
- 小学館　下町ロケット
- 小学館　98歳。戦いやまず日は暮れず
- 小学館　俺、つしまBOOK
- 小学館　新　謎解きはディナーのあとで
- BEPAL3月号-11月号

### 2020年（令和2年）
- 小学館　DIME1月号-12月号
- 小学館　始まりの木
- 小学館　俺、つしま3
- 小学館　サライ1月号
- 小学館　風間教場
- PUBG　MOBILE ローランド様キャンペーン映像
- PUBG　MOBILE　コードギアスコラボ映像
- PUBG　MOBILE　YAMAHAコラボ映像
- PUBG　MOBILE　ガクトコラボ映像

### 2019年（平成31年）
- 小学館　DIME５月号-12月号
- 小学館　教場
- 文藝春秋　百花